# Laurențiu Dumitru Roșu
Laurenţiu Dumitru Roșu es un exfutbolista y actual entrenador, nacido el 26 de octubre del 1975 en  Iasi, Rumanía.

## Trayectoria como jugador
Es un jugador zurdo que puede jugar como delantero o media punta. Destaca por su gran movilidad entre líneas, con gol y generoso en las asistencias en el último pase. Comenzó en el Steaua Bucarest de Rumanía (estuvo desde 1993 hasta el 2000). En la temporada 2000/2001 llegó al Club Deportivo Numancia de Primera División, donde se dio a conocer, aparte de por sus ocho goles, por hacerle un "hat-trick" al Real Madrid que ese mismo año ganó la Liga (3-1). Ese mismo año, el Numancia descendió a Segunda División de España, pero estuvo tres temporadas más con el club numantino. En la temporada 2004/05, fichó por el Recreativo de Huelva que entonces militaba en segunda. Ahí demostró su gran capacidad tanto goleadora (incluso llegó a anotar un "hat-trick") como asistente (9 tantos en la 04/05 y 10 en la 05/06). Dos años después, ascendería a Primera División con el "Decano". En la primera vuelta no disputó de muchos minutos, pero en la segunda vuelta, tras la marcha del delantero Calle al Albacete Balompié, jugó mucho más y aportó al equipo goles y experiencia.
En agosto de 2008, Rosu ficha con el Cádiz CF, recién descendido a Segunda División B con el único objetivo de hacer retornar al submarino amarillo a la Liga Adelante de Fútbol Profesional; su actuación con el equipo amarillo ha sido bastante discreta (2 goles en Liga), disfrutando de pocos minutos, la mayoría de ellos como jugador de refresco en las segundas partes.

## Selección nacional
Era un asiduo en las convocatorias de la Selección Rumana. Jugó 49 partidos con Rumanía.

## Trayectoria como entrenador
En 2012 se convierte en segundo entrenador de Cosmin Contra en el CF Fuenlabrada y a mitad de temporada abandonarían el club madrileño para firmar por el FC Petrolul Ploiești de la primera división de su país.

## Clubes

### Como jugador
| Club                           | País    | Año       |
| ------------------------------ | ------- | --------- |
| Steaua Bucarest                | Rumania | 1993-2000 |
| CD Numancia                    | España  | 2000-2004 |
| Real Club Recreativo de Huelva | España  | 2004-2008 |
| Cádiz CF                       | España  | 2008-2009 |

### Como entrenador
| Club                                      | País    | Años      |
| ----------------------------------------- | ------- | --------- |
| FC Vaslui (segundo entrenador)            | Rumania | 2010      |
| CF Fuenlabrada (segundo entrenador)       | España  | 2012      |
| FC Petrolul Ploiești (segundo entrenador) | Rumania | 2012-2014 |
| Steaua Bucarest (segundo entrenador)      | Rumania | 2014-2015 |
| UTA Arad                                  | Rumania | 2016-2017 |
| CS Mioveni                                | Rumania | 2017-2018 |
| Selección sub-18 de Rumania               | Rumania | 2018-     |